# Бумеранг (книга)
«Бумеранг» — книга, збірка оповідань Тетяни Череп-Пероганич.

## Вихідні дані
Бумеранг: оповідання / Тетяна Череп-Пероганич. — Житомир: «БукДрук» (Видавець О. О. Євенок), 2018. — 71 сторінка, ISBN 978-617-7303-49-4

## Відзнаки
- Книга відзначена I місцем у номінації «Проза» на I Всеукраїнському літературно-мистецькому фестивалі імені Василя Скуратівського "До Василя!"[1]